# دايسوكي هوسوكاوا
دايسوكي هوسوكاوا (باليابانية: 細川大輔) (و. 1982  م) هو سباح ياباني، ولد في أماغاساكي، هيوغو، شارك في دورة الألعاب الآسيوية 2002، ودورة الألعاب الآسيوية 2006.

## روابط خارجية
- دايسوكي هوسوكاوا على موقع الاتحاد الدولي للسباحة (الإنجليزية)
- دايسوكي هوسوكاوا على موقع SwimRankings.net (الإنجليزية)